# Моноопера
Моноопера — опера для одного солиста.
Редкий пример в музыке XVIII века — небольшая моноопера «Капельмейстер» Доменико Чимарозы. Также в XVIII веке в Европе были распространены музыкально-театральные произведения для одного актёра (или двух актёров), сопровождаемые музыкой, — они именовались словом «мелодрама» («Пигмалион» Ж. Ж. Руссо — представляет собой лирический монолог главного героя).
Жанр был развит в XX веке. Среди образцов:
- А. И. Билаш. «Баллада войны», «Исповедь белого тюльпана»
- Ю. М. Буцко. «Записки сумасшедшего»
- В. П. Власов. «Белые розы»
- В. С. Губаренко. «Нежность»
- Ф. Караев. «Путешествие к любви»
- Ф. Пуленк. «Человеческий голос»
- А. Э. Спадавеккиа. «Письмо незнакомки»
- М. Л. Таривердиев. «Ожидание»
- Г. С. Фрид. «Дневник Анны Франк», «Письма Ван-Гога»
- М. Г. Чекалин. Что такое есть По... Моноопера для драматической актрисы (Исп. заслуженная артистка России Наталья Власова)
- А. Шёнберг. «Ожидание»

К моноопере близка дуоопера («Моцарт и Сальери» Н. А. Римского-Корсакова, «Телефон» Дж. Менотти).